# Edestus
Genre
Edestus est un genre éteint d'holocéphales ayant vécu au cours du Carbonifère supérieur (314,6 à 303,4 Ma).

## Description

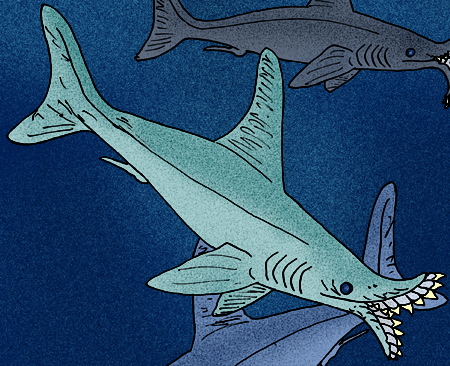
Reconstitution d'Edestus giganteus.

Ce Chondrichthyes est principalement connu pour ses fossiles de  mâchoires inférieure et supérieure ainsi que leurs dents. La plus grande espèce connue de ce genre (Edestus giganteus) mesurait probablement 6 mètres de long (d'après les fossiles de mâchoires énormes retrouvés appartenant à cette espèce) et pèserait 2 tonnes. On ne sait pas comment mangeait Edestus, mais il très probable qu'il attrapait d'abord sa proie  puis qu'il faisait "rouler" sa mâchoire vers sa bouche pour avaler la nourriture[réf. nécessaire].

## Fossiles

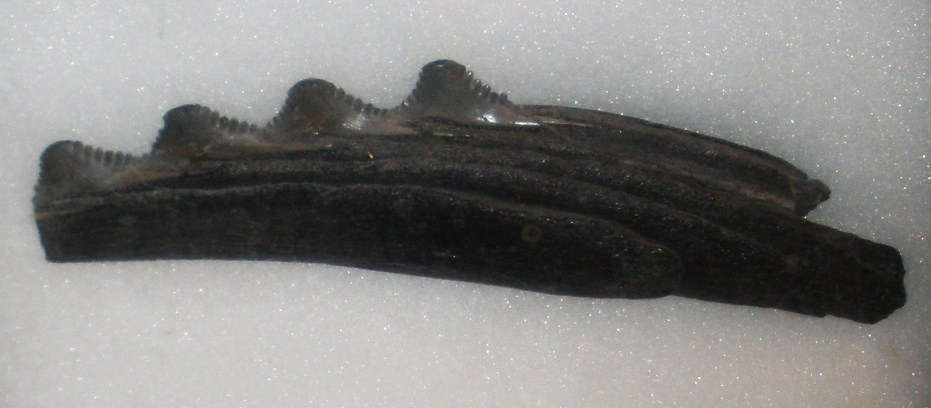
Rangée de dents fossilisés d'Edestus heinrichi.

On n'a jamais retrouvé de squelette complet de cet holocéphale, car comme tous les Chondrichthyes qui ont des  squelettes cartilagineux, leurs os se désintègrent au cours de la fossilisation (même cas pour Helicoprion dont on n'a retrouvé que les rangées de dents en spirale et aussi pour Otodus megalodon (Lamniforme) dont on a retrouvé des dents en bon état et peut-être des vertèbres).